# Untereichenbach

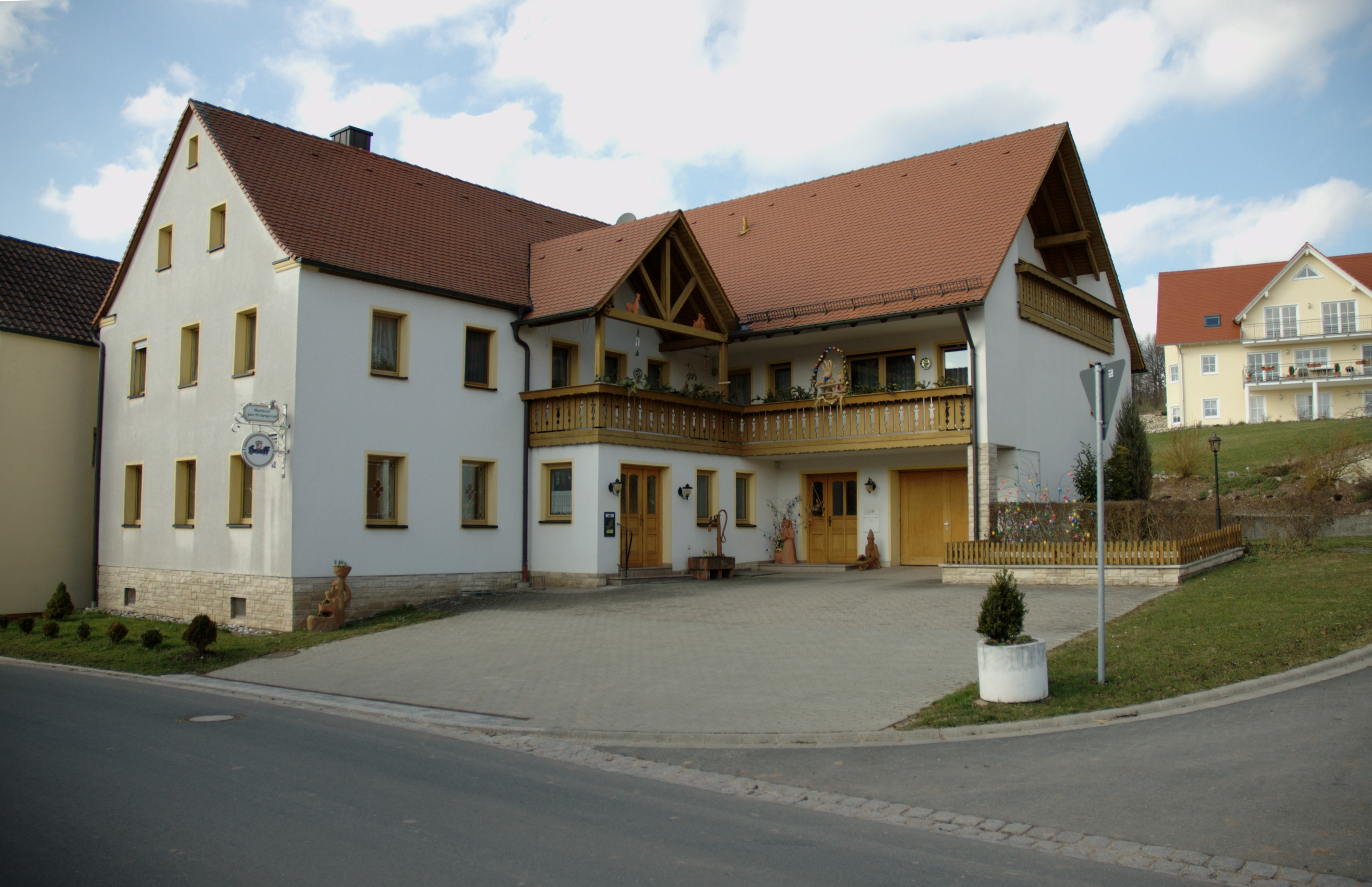
Dorfgaststätte in Untereichenbach

Untereichenbach (fränkisch: Under-acheba bzw. Nider-acheba) ist ein Gemeindeteil der kreisfreien Stadt Ansbach (Mittelfranken, Bayern). Untereichenbach liegt in der Gemarkung Eyb.

## Geografie
Das Dorf liegt am Eichenbach und an einem namenlosen Bach, der dort als linker Zufluss in den Eichenbach mündet. Eine Gemeindeverbindungsstraße führt nach Eyb (1,2 km südwestlich) bzw. zur Bismarck-Kaserne der US Army (0,7 km östlich). Eine weitere Gemeindeverbindungsstraße führt zur Bundesstraße 14 (1,5 km nördlich) zwischen Obereichenbach (0,7 km westlich) und Katterbach (1 km westlich), eine weitere Gemeindeverbindungsstraße führt nach Kaltengreuth (1 km südlich).

## Geschichte
Der Ort wurde 1317 als „Nidern Eichenbach“ erstmals urkundlich erwähnt. Der Ortsname leitet sich von einem gleichlautenden Gewässernamen ab, dessen Bestimmungswort die Baumgattung Eiche ist. Ursprünglich unterstand der Ort dem Ortsadel der Aycher.
Im Jahre 1460 überfielen Herzog Ludwig IX. von Bayern und dessen Verbündete den Ansbacher Markgrafen Albrecht Achilles. Dabei plünderten und zerstörten sie durch Feuer Eyb und die benachbarten Dörfer Alberndorf, Grüb, Hirschbronn, Katterbach, Obereichenbach, Pfaffengreuth und Untereichenbach.
Im 16-Punkte-Bericht des Oberamtes Ansbach von 1684 wurden für Untereichenbach neun Mannschaften verzeichnet. Zwei Anwesen (ein Hof, ein Gütlein) unterstanden dem Hofkastenamt Ansbach, fünf Anwesen dem Stiftsamt Ansbach und zwei Anwesen dem Bürgermeister und Rat zu Ansbach. Außerdem gab es ein Gemeindehirtenhaus. Das Hochgericht und die Dorf- und Gemeindeherrschaft übte das brandenburg-ansbachische Hofkastenamt Ansbach aus.
Gegen Ende des 18. Jahrhunderts bildete Untereichenbach mit der Schockenmühle eine Realgemeinde bestehend aus zwölf Anwesen und einem Gemeindehirtenhaus. Das Hochgericht und die Dorf- und Gemeindeherrschaft übte weiterhin das Hofkastenamt Ansbach aus. Alle Anwesen hatten das Fürstentum Ansbach als Grundherrn (Hofkastenamt Ansbach: 2 Halbhöfe, 1 Köblergut, 1 Leerhaus; Stiftsamt Ansbach: 1 Hof, 2 Halbhöfe, 1 Gut, 1 Köblergut, 1 Mühle; Ansbacher Rat: 1 Hof, 1 Mühlgut). Von 1797 bis 1808 unterstand der Ort dem Justiz- und Kammeramt Ansbach.
Mit dem Gemeindeedikt wurde Untereichenbach dem 1808 gebildeten Steuerdistrikt Eyb und der 1811 gegründeten Ruralgemeinde Eyb zugeordnet. Diese wurde am 1. Oktober 1970, also nach der Gebietsreform in Bayern, in die Stadt Ansbach eingegliedert.

## Einwohnerentwicklung
| Jahr      | 001818 | 001840 | 001861 | 001871 | 001885 | 001900 | 001925 | 001950 | 001961 | 001970 | 001987 |
| Einwohner | 85     | 79     | *80    | 95     | 91     | 81     | 84     | 94     | 58     | 69     | 72     |
| Häuser    | 14     | 14     |        |        | 13     | 13     | 12     | 11     | 12     |        | 15     |
| Quelle    | [ 17 ] | [ 18 ] | [ 19 ] | [ 20 ] | [ 21 ] | [ 22 ] | [ 23 ] | [ 24 ] | [ 25 ] | [ 26 ] | [ 1 ]  |

## Religion
Der Ort ist seit der Reformation evangelisch-lutherisch geprägt und war ursprünglich nach St. Alban (Sachsen bei Ansbach) gepfarrt, seit 1808 ist die Pfarrei St. Lambertus (Eyb) zuständig. Die Einwohner römisch-katholischer Konfession sind nach St. Ludwig (Ansbach) gepfarrt.